# Breuna
Breuna és un municipi situat en el districte de Kassel, a l'estat federat de Hessen (Alemanya). La seva població estimada a la fi de 2016 era de 3642 habitants.
Està situat al nord de l'estat, prop de la riba del riu Weser, i de la frontera amb els estats de Baixa Saxònia i Renània del Nord-Westfàlia.